# أحمد رزق
أحمد رزق (23 مارس 1976 -)، ممثل مصري.

## عن حياته
والده هو الفنان عبد المنعم رزق وبدأ أول عمل له بمسرحية الجميلة والوحشين مع الفنانة ليلى علوي و حجاج عبد العظيم عام 1996 ، ومن محاسن الصدف أنه كان بديلا للفنان الراحل علاء ولى الدين وتسببت بدانة أحمد رزق في كتابة أولى خطوات نجاحه والتقطة المخرج حسن كمال للعمل معه في مسلسل الرجل الآخر وذلك عقب انتهاء دراسته مباشرة ثم جاء إلى القاهرة وبدأ حياته الفنية بفيلم ست الستات عام 1998 ثم عمل في أكثر من فيلم وكان «فيلم ثقافي» فاتحة خير عليه فعمل في بطولة فيلم شرم برم وشباب على الهوا ثم فيلم «مافيا مع الفنان أحمد السقا وبعدها فيلم اوعى وشك واخر فيلم له كان بطولة مطلقة بعنوان حوش اللي وقع منك» مع الفنانة علا غانم وهذا البنسبة للسينما اما التليفزيون فقد اشترك في أكثر من مسلسل تليفزيونى ومنهم جحا المصري وأوراق مصرية وسارة.

## الأعمال الفنية

### الأفلام
| اسم الفيلم              | سنه الاصدار |
| ----------------------- | ----------- |
| إسماعيلية رايح جاي      | 1997        |
| من القاهرة إلى الزقازيق | 1997        |
| ست الستات               |             |
| شباب على الهوا          | 2001        |
| فيلم ثقافي              | 2000        |
| علشان ربنا يحبك         | 2001        |
| شرم برم                 | 2001        |
| مافيا                   | 2001        |
| إوعى وشك                | 2003        |
| حمادة يلعب              | 2004        |
| لخمة راس                | 2005        |
| حوش اللى وقع منك        |             |
| التوربيني               | 2007        |
| زهايمر                  | 2010        |
| الليلة الكبيرة          | 2016        |
| الكنز                   |             |
| يجعلو عامر              | 2017        |
| بني آدم                 | 2018        |
| سري للغاية              | 2018        |
| الممر                   | 2019        |
| الكنز2                  | 2019        |
| لص بغداد                | 2020        |
| 200 جنيه                | 2021        |
| مين يصدق؟               | 2024        |

### المسلسلات
- حديث الصباح والمساء
- الرجل الآخر
- جحا المصري
- أوراق مصرية
- سارة
- هيما أيام الضحك و الدموع
- فؤش
- العار
- الأخوة أعداء
- خطوط حمراء
- الإكسلانس
- إزي الصحة
- الكيف
- بخط الإيد
- بدل الحدوتة ثلاثة ضيف شرف
- في يوم وليلة
- حضرة العمدة
- بيت الرفاعي
- سيد الناس
- حرب الجبالي

### المسرح
- سكر هانم
- الجميلةوالوحشين(مسرحية)/الجميلةوالوحشين

## وصلات خارجية
- أحمد رزق على موقع IMDb (الإنجليزية)
- أحمد رزق على موقع قاعدة بيانات الأفلام العربية
- أحمد رزق على موقع قاعدة بيانات الفيلم (الإنجليزية)

الموقع الرسمي